# You Win My Love
«You Win My Love» — п'ятий сингл другого студійного альбому канадської кантрі-співачки Шанаї Твейн — «The Woman in Me» (1995). У США і Канаді пісня вийшла 27 січня 1996. Пісня написана і спродюсована Робертом Джоном Лангом. Музичне відео зрежисерував Стівен Голдман; прем'єра музичного відео відбулась 27 січня 1996. Пізніше пісня увійшла до збірника Твейн «Greatest Hits» (2004).

## Музичне відео
Музичне відео зрежисерував Стівен Голдман. Зйомки проходили у Орландо, Флорида, США з 14 по 15 січня 1996. Прем'єра музичного відео відбулась 27 січня 1996.

## Список пісень
CD-сингл / Аудіокасета для США
1. "You Win My Love" — 4:26
2. "Home Ain't Where His Heart Is (Anymore)" — 4:12

CD-сингл для Австралії
1. "You Win My Love" (Mutt Lange Mix) — 3:57
2. "You Win My Love" (Album Version) — 4:26
3. "If It Don't Take Two" — 3:40

CD-сингл / Аудіокасета для Австралії
1. "You Win My Love" (Mutt Lange Mix) — 3:57
2. "You Win My Love" (Album Version) — 4:26
3. "If It Don't Take Two" — 3:40
4. "(If You're Not in It for Love) I'm Outta Here!" — 4:27

## Чарти
Сингл дебютував на 47 місце чарту Billboard Hot Country Songs на тижні від 24 лютого 1996. 4 травня 1996 пісня досягла 1 місця чарту і провела на такій позиції два тижні.
Тижневі чарти
| Чарт (1996)                                   | Місце |
| --------------------------------------------- | ----- |
| Australian ARIA Charts                        | 67    |
| Canada RPM Country Singles                    | 1     |
| U.S. Billboard Hot Country Singles & Tracks   | 1     |
| U.S. Billboard Bubbling Under Hot 100 Singles | 8     |

Річні чарти
| Чарт (1996)                        | Місце |
| ---------------------------------- | ----- |
| Canada RPM Country Singles         | 3     |
| U.S. Billboard Hot Country Singles | 11    |